# 徐里
徐里（1961年—），福建人，中国著名画家，中国美术家协会兼职副主席、秘书长，中国美术家协会理事，第十三届全国政协委员。曾任集美大学、中国艺术研究院博士生导师、教授。其作品作品连续25年入选中国五年一届的全国美展（第七至十一届），被众多中国顶级博物馆和世界著名收藏家收藏。

## 生平
徐里1961年生于中国福建省。1985年毕业于福建师范大学美术系， 1988年毕业于国家教委成立的西南师范大学“首届高师美术教育研究生班”。
徐里从1985年开始任教生涯。1985至1995年间在集美大学艺术学院美术系任教并于1990年加入中国美术家协会；1995年起先后任集美大学艺术学院美术系副主任、主任，和厦门大学教授。
从1993年开始，徐里先后担任了中国多个美术团体的领导职务。1993至2010年间，在厦门市及福建省美术家协会及文化艺术联合会担任领导工作；2010至2023年间，在担任中国艺术研究院博士生导师、教授的同时，徐里历任了中国文联和中国美术家协会的领导职位，并兼任了中国国家重大题材美术创作艺术委员会主任以及北京当代中国写意油画研究院名誉院长。

## 展览
- 1989年，油画《天长地久》获五年一届第七届全国美展铜奖，作品中国美术馆收藏；[11]
- 2009年，《永恒的辉煌》，中南海陈列收藏；[12]
- 2013年，《长城》中南海一号院陈列收藏；
- 2013年 ，获得美国国家艺术委员会授予杰出艺术成就奖；[4]
- 2014年，率中国美术家代表团访问美国并与卡特总统举办“中美建交35周年——中国画名家作品展”；[13][14]
- 2015年，率中国美术家代表团出席意大利佛罗伦萨美第奇宫第十二届全国美展意大利巡展；[15]
- 2016年，参加“百花争艳——中国写实主义美术展”（第十二届全国美展国际巡展日本东京展）；
- 2017年，率团出访德国杜塞尔多夫   并举办《中德艺术家作品展》，作品《行走的风景》《大美天山》《满载而归》被中国驻德国杜塞尔多夫总领事馆收藏；[16]
- 2017年，作品参加“意象与表现——东西方现代美术对话研究展”毕加索、吴冠中、达利、妥木斯、米罗、徐里作品东西方“意象与表现”现代美术对话研究展-北京；[17]
- 2018年，美国、法国、比利时、荷兰联合联合国世界非物质文化遗产保护基金会全球首发4枚徐里作品纪念邮票；[18]
- 2018年，《极目四顾海阔天空》被中国美术馆收藏并在海外巡展；[19]
- 2018年，作品参加意象百年-中国油画研究展；
- 2019年，油画《对话》作品收藏于意大利达芬奇理想博物馆；[20]
- 2019年，油画《碧水家园》、《家园》、《秋色落照》参加由中国美术馆、立陶宛国家美术馆在立陶宛国家画廊举办的“中国写意-来自中国美术馆的艺术”展；[21]
- 2019年，徐里、苏仕澍、平山郁夫等中日名家书画展在日本东京博物馆举行；
- 2020年，油画《南海》全国政协书画室收藏；
- 2021年，油画《绿水青山就是金山银山》全国政协收藏；
- 2022年，油画《荷塘秋色》参加“可见之诗-中国油画名家邀请展；
- 2023年，中国美术家协会“山河颂-徐里写意油画展”在国际大剧院举行；[22][23][24]
- 2023年，中国美术家协会 “闪耀香江-2023徐里《香港》艺术作品展在香港大会堂举行。[25][26][27]

## 著作
- 2020, 《徐里作品集》[28]
- 2014, 《吉祥雪域——徐里油画作品集》 [29]
- 1995, 《徐里油画选》[30]